# Lobe pariétal

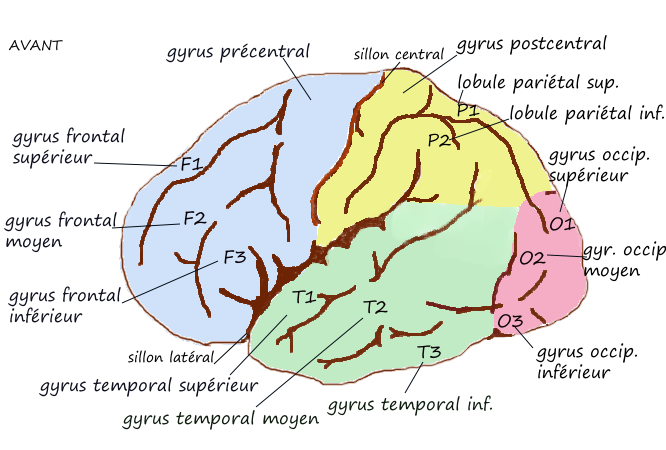
Principaux gyrus du lobe pariétal, en jaune.

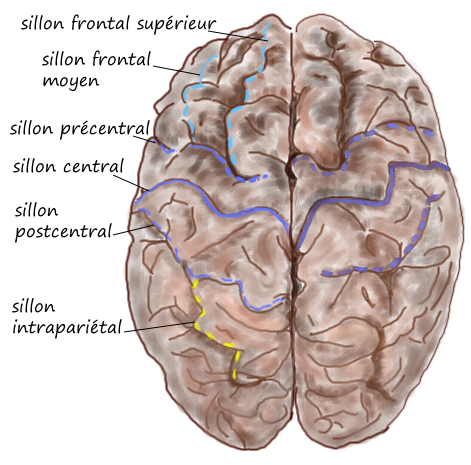
Vue dorsale du cortex.

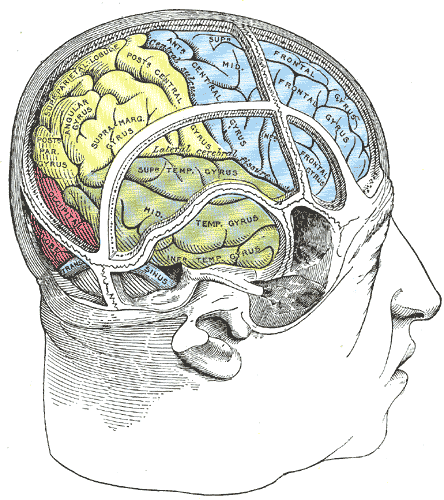
Dessin des lobes du cerveau humain dont le lobe pariétal, en jaune.

Le lobe pariétal (ou cortex pariétal) est une région du cerveau des vertébrés. Il est situé en arrière du lobe frontal, au-dessus des lobes temporal et occipital.

## Anatomie
D'un point de vue anatomique, le lobe pariétal est la partie du cortex cérébral délimitée par les sillons suivants :
- le sillon central (anciennement scissure de Rolando) sépare le lobe frontal du lobe pariétal en avant ;
- la limite postérieure du lobe pariétal avec le lobe occipital est marquée par le sillon pariéto-occipital (ancienne scissure perpendiculaire interne) qui n'est pas toujours bien visible ;
- le sillon latéral (ancienne scissure de Sylvius) marque la limite inférieure du lobe pariétal sous laquelle se trouve le lobe temporal.

Les trois principales circonvolutions du lobe pariétal sont : 
- le gyrus postcentral qui est situé entre le sillon central, en avant, et le sillon postcentral, en arrière. Ce gyrus présente à sa base l'opercule pariétal au-dessus du sillon latéral.
- le lobule pariétal supérieur qui est situé en arrière du gyrus postcentral, limité dans sa partie ventrale par le sillon intrapariétal.
- le lobule pariétal inférieur qui est situé sous le sillon intrapariétal et se divise en gyrus supramarginal en avant et gyrus angulaire en arrière.

Ces deux derniers lobules forment ce qu'on appelle le cortex pariétal postérieur.

## Fonction
Le lobe pariétal est considéré comme un cortex associatif hétéromodal. C'est-à-dire qu'il joue un rôle important dans l'intégration des informations issues des différentes modalités sensorielles (vision, toucher, audition). Cette région du cerveau est impliquée dans la perception de l'espace et dans l'attention et, plus particulièrement, le cortex pariétal supérieur est impliqué dans le système visuel et dans le contrôle visuo-moteur des mouvements, notamment des saccades oculaires.
Au cours de l'évolution de l'homme et des macaques et chimpanzés, le lobe pariétal, tout comme le lobe frontal, a subi une importante expansion corticale c’est-à-dire que la taille de cette région a augmenté plus vite que les autres régions cérébrales.